# Stifftioideae
Stifftioideae es una subfamilia de plantas de flores de la familia Asteraceae.
Es una subfamilia recientemente propuesta. Incluye cerca de 10 géneros y 40 especies distribuidas principalmente en Venezuela y Guyana, aunque también tiene representantes en los Andes y el noreste de Sudamérica. Géneros que componen esta subfamilia, que incluye una única tribu llamada: Stifftieae
Según Tolweb
- Achnopogon Maguire, Steyermark & Wurdack.
- Dinoseris Griseb.
- Duidaea S.F.Blake
- Eurydochus Maguire & Wurdack
- Glossarion Maguire
- Gongylolepis R.H.Schomb.
- Hyaloseris Griseb.
- Neblinaea Maguire & Wurdack
- Quelchia N.E.Br.
- Stifftia J.C.Mikan[2]

Según GRIN
- Achnopogon Maguire et al.
- Cardonaea Aristeg. et al. = Gongylolepis R. H. Schomb.
- Dinoseris Griseb.
- Duidaea S. F. Blake
- Eurydochus Maguire & Wurdack
- Glossarion Maguire & Wurdack
- Gongylolepis R. H. Schomb.
- Guaicaia Maguire = Glossarion Maguire & Wurdack
- Hyaloseris Griseb.
- Neblinaea Maguire & Wurdack
- Quelchia N. E. Br.
- Salcedoa Jiménez Rodr. & Katinas
- Stifftia J. C. Mikan